# سوبر ستاردوست
سوبر ستاردوست إتش دي {{إنج|}Super Stardust HD} ، هي لعبة فيديو إلكترونية من نوع إطلاق النيران ، تعمل لنظام بلاي ستيشن 3 وبلاي ستيشن بورتبل ، صدرت في السوق سنة 2007م. The game received E and 3 ratings from the ESRB and PEGI, respectively.